# Pontogammarus setosus
Pontogammarus setosus is een vlokreeftensoort uit de familie van de Pontogammaridae. De wetenschappelijke naam van de soort is voor het eerst geldig gepubliceerd in 1914 door schäferna.